# Середземноморська плодова муха
Середземноморська плодова муха (Ceratitis capitata) — вид мух, що здатний завдавати великої шкоди плодовим деревам. Походить з району Середземномор'я, проте поширився як інтродукований вид багатьма районами світу, включаючи Австралію, Північну та Південну Америку. Організм є карантинним, фрукти, заражені ним не допускаються до ввезення на територію України. Середземноморська плодова муха може бути завезена з бананами, апельсинами, мандаринами, ківі.